# Congo (película)
Congo es una película estadounidense de 1995 dirigida por Frank Marshall, más conocido habitualmente en su faceta de productor, y protagonizada por Laura Linney (Kharen Ross), Dylan Walsh (Dr. Peter Elliot) y Ernest Lee Hudson (Munro), entre otros. Es una adaptación al cine de Congo, novela escrita por Michael Crichton.
Se podría decir que, tanto la novela como la película, están influidas por la famosa obra Las minas del rey Salomón (de H. Rider Haggard), a la que Crichton imprime su habitual carácter de ciencia ficción y mensajes pseudo metafísicos y científicos. Un grupo de investigadores, formado de manera fortuita, viajan al Congo con diferentes intereses, entre ellos la búsqueda de la famosa ciudad perdida de Zinj, referencia a la ciudad perdida de la Gran Zimbabue, que según la leyenda fue construida por el rey Salomón como un lugar de descanso para los trabajadores de sus minas de diamantes o como un palacio para la reina de Saba.

## Sinopsis
Desde el punto de vista del doctor Peter Elliot y la doctora Kharen Ross (y su empresa), la cinta trata dos enfoques de un viaje de investigación al Congo: el científico y el comercial respectivamente.

## Argumento
Charles Travis (Bruce Campbell) y Karen Ross (Laura Linney) están probando un láser de comunicaciones en una parte remota del Congo, cerca de un volcán inactivo cuando Jeffrey (Taylor Nichols), un amigo de Charles, descubre una antigua ciudad perdida en ruinas.  Cuando Jeffrey y Charles van a explorarla, ambos mueren de forma misteriosa.  Mientras Karen espera en la sede, se activa una señal de video y ve un campamento destruido con varios cadáveres. La cámara es de repente golpeada por una extraña criatura, poniendo fin a la transmisión. El CEO de Travicom y padre de Charles, RB Travis (Joe Don Baker), revela que realmente estaban explorando el Congo para encontrar un raro diamante azul que solo se encuentra en ese sitio volcánico. 
El Dr. Peter Elliott (Dylan Walsh), un primatólogo de la Universidad de California, Berkeley, y su asistente Richard (Grant Heslov) enseñan la comunicación humana a los primates utilizando una gorila llamada Amy (voz de Shayna Fox). Con una mochila especial y guantes, su lenguaje de señas se traduce a una voz digitalizada. A pesar del éxito, a Peter le preocupa que Amy está teniendo pesadillas y problemas psicológicos. Estos han sido parcialmente sofocados por las imágenes de Amy pintadas de árboles y el Ojo de la Providencia. Peter teoriza que ella está pintando una selva y decide su regreso a África, pero la universidad es reacia a financiar la expedición. Peter se acercó por el filántropo rumano, Herkermer Homolka (Tim Curry), que se ofrece a financiar la expedición. Karen, con la esperanza de encontrar Charles, se une a Peter y proporciona financiación adicional. 
En África, el grupo se reúne con su guía experto, el capitán Munro Kelly (Ernie Hudson), pero son capturados por las autoridades locales y el líder de la milicia, llamado Capitán Wanta (Delroy Lindo), que les permite el paso  a cambio de un soborno considerable. Con las tablas del otro grupo, Munro revela que Homolka ha llevado anteriormente safaris en busca de la "Ciudad Perdida de Zinj", con resultados desastrosos. El grupo debe saltar en paracaídas a la selva después de que su avión es derribado por soldados zaireños. 
El equipo se encuentra con el fantasma de la tribu y los miembros de la tribu dirigidos por Bob Driscoll (John Hawkes), un miembro de la expedición de Charle. Está en un estado catatónico y la tribu realiza un ritual para invocar su espíritu de vuelta a su cuerpo.  Una vez restablecido, Bob ve a Amy, empieza a gritar y muere repentinamente.  Perplejo, el grupo se adentra más en la selva en barco.  Munro presiona a Homolka sobre su obsesión con la ciudad perdida, y se revela que cuando era joven se encontró con un libro que contenía un dibujo de Zinj donde había habido una gran mina de diamantes.  El libro mostraba un ojo abierto, el mismo ojo que Amy ha estado pintando.  Homolka llega a la conclusión de que Amy ha visto Zinj y puede conducir al grupo allí.  Antes de entrar en la cordillera, el grupo ve el avión de una tercera expedición atacado con fuego antiaéreo de la Fuerza Aérea de Zaire y ven cómo se quema y estrella. 
Al llegar al campamento vacío, el grupo finalmente descubre Zinj.  Cuando se adentran en la ciudad, se encuentran con un jeroglífico particular, pero Richard, histérico, corre a la ciudad con la cabeza cubierta de sangre y se derrumba muerto.  Un gorila gris asesino aparece de entre las sombras y ataca al grupo, pero es muerto a tiros. Los gorilas grises asesinos atacan el perímetro durante la noche, pero son expulsados por armas centinela automatizadas, creadas por Karen.  Homolka traduce el jeroglífico como: "Los estamos observando." 
El grupo entra en las ruinas, donde encuentran imágenes jeroglíficas de personas que muestran esta raza diferente de gorilas (mutados debido al entorno volcánico) destinados a proteger las minas y matar a cualquiera que trate de robar los diamantes.  Existe la teoría de que los gorilas grises asesinos se volvieron contra sus amos, y luego enseñaron a su descendencia a defender la zona, incluso de otros gorilas.  Poco después, los miembros restantes del grupo encuentran la mina de diamantes y Homolka comienza recogiendo grandes diamantes a puñados, pero de repente aparecen los gorilas grises asesinos, que viven en la mina.  Homolka y otros tres miembros son asesinados mientras Munro, Karen y Peter luchan contra los gorilas grises asesinos.  En la mina, Karen y Peter encuentran el cuerpo de Charles, con un gran diamante azul en sus manos.  Como los gorilas grises asesinos tratan de atacar a Peter, Amy lo protege con ferocidad, dando tiempo a Karen para cargar el diamante azul en su láser, que es utilizado como arma contra los gorilas. Repentinamente, el volcán entra en erupción, y  la mina colapsa llena de lava fundida.  Peter, Karen, Munro y Amy se escapan, mientras un río de lava acaba con los gorilas grises asesinos, quemándolos.
Karen contacta a Travis y le informa sobre el diamante azul, pero que Charles ha resultado muerto. Cuando se da cuenta de que Travis solo se preocupa por el diamante, ella programa el láser para apuntar al satélite de Travicom, destruyéndolo.  Después de haber encontrado 
un globo de aire caliente dentro del avión de carga estrellado con la tercera expedición, Karen encuentra a Munro. Peter se despide de Amy después de que ella se une a un grupo de gorilas de montaña. Peter, Karen y Munro se elevan en el globo, y poco después Karen pide a Peter que tire el único diamante que conserva de la mina, yendo donde el globo les lleve. Amy sigue al globo que se marcha con una sonrisa, luego sale corriendo para unirse a su nueva familia de gorilas.

## Reparto
- Dra. Karen Ross (Laura Linney): Antigua empleada de la CIA, actualmente trabaja para TraviCom, una compañía de telecomunicaciones, basada en una vasta base de datos y sistema de recogida y análisis de información, conseguido principalmente tanto por escaneo vía satélite de imágenes y expediciones de investigación de campo a lo largo y ancho del planeta.

- Dr. Peter Elliot (Dylan Walsh): Primatólogo de Berkeley (California) y que pretende llevar a la gorila que estudia (Amy) a su hábitat natural para investigar su comportamiento en relación con la lengua de signos (Proyecto Ammy).

- Capitán Munro Kelly (Ernie Hudson): Cazador especializado en la sabana y con historial de mercenario a sueldo de grupos de investigación en territorios salvajes.

- Amy (Lorene Noh y Misty Rosas): Gorila hembra de lomo plateado de la región de Virunga y que está a cargo de Peter Elliot en su investigación de la lengua de signos en primates.

- Herkermer Homolka (Tim Curry): Mecenas fortuito de la expedición y cuyos intereses reales son la búsqueda de la famosa ciudad perdida de Zinj, la cual lleva buscando prácticamente toda su vida. Muere a manos de los gorilas grises en las minas.

- Richard (Grant Heslov): Amigo y ayudante de Peter Elliot en el proyecto Ammy. Es asesinado por un gorila gris que aparece tras él.

- R. B. Travis (Joe Don Baker): Presidente de TraviCom, jefe y antiguo suegro de Kareen. Dirige la investigación para encontrar un diamante azul puro, que puede ser la piedra angular del nuevo espectro de tecnologías usadas en comunicación vía satélite. No va a la expedición, la observa por computadora.

- Kahega (Adewale Akinnuoye-Agbaje): Miembro local (en El Congo) del equipo de Munro, encargado de los porteadores y amigo de éste. Muere asesinado por el ataque conjunto de los gorilas grises.

- Eddie Ventro (Joe Pantoliano): Encargado del aeropuerto para transportar a Ross y al resto de los integrantes de la expedición

- Charles Travis (Bruce Campbell): hijo del Sr. Travis y enviado al Congo para ir a probar un super-láser. Muere de manera misteriosa y es la razón por la que Karen viaja a Congo.

## Principales diferencias con la novela
-Hay personajes de la película que no aparecen en la novela, como es el caso de Charlie Traves, Herkermer Homolka, el Capitán Wanta o Eddie Ventro.
-En la novela, la Doctora Ross es descrita como despiadada e insensible, gélida, siendo su única motivación para viajar el Congo encontrar los diamantes. En la película, su personaje es más dulce y sentimental; acude a la Ciudad Perdida de Zinj para rescatar a su exnovio. 
-En la película, la Doctora Ross es una exagente de la C.I.A. que ahora trabaja para la empresa Travicom. En la novela, es una joven veinteañera, que trabaja para la empresa STRT.
-En la novela, Peter es el único que entiende a Amy, por hablar ella en lengua de signos, pero Amy entiende a todo el mundo, por comprender el inglés hablado. En la película, Amy solamente comprende la lengua de signos, pero sus respuestas son verbalizadas a través de un sintetizador de voz electrónico que traduce los movimientos de sus brazos y manos.
-En la película, los dibujos de Amy llevan al filántropo rumano a reconocer las ruinas de Zinj. En la novela, es el propio equipo de cuidadores de Amy el que realiza este hallazgo. La doctora Ross también conoce de antemano la historia de la Ciudad Perdida de Zinj, cosa que no ocurre en la película.
-En la película, la expedición de Peter y Amy es financiada por Homolka. En la novela, la empresa de Ross, STRT es desde el principio la principal fuente de ingresos del proyecto Amy.
-La mayor parte de la novela consiste en una carrera a contrarreloj del equipo de Amy para llegar a las minas de Zinj antes que un consorcio liderado por los japoneses. De hecho, son los japoneses los que alcanzan su destino primero, aunque resultan masacrados por los gorilas grises. Esta trama no aparece en la película.
-En la película, la Doctora Ross utiliza la devolución de Amy a la selva como tapadera para pasar las fronteras africanas. En la novela, lleva consigo a la gorila parlante para tratar de crear un nexo de comunicación con los gorilas grises y no ser atacados por ellos.
-En la novela no aparecen las escenas del estallido de una bomba en el aeropuerto, ni se menciona el atentado contra el Mercedes-Benz del presidente, ni las negociaciones para sobornar a los ugandeses en el Hotel Leopold. Al revés, las negociaciones entre Munro y Ross ocurren en Tánger, donde Amy resulta secuestrada.
-En la novela, Munro es asiático (originario de la India), mientras que en la película sus raíces son africanas.
-En la novela, el trabajador de STRT que es rescatado por una tribu africana, sobrevive en estado catatónico. En la película, muere después de ver la silueta de Amy.
-En la película, Amy rompe la antena de transmisión. En la novela, la incapacidad para comunicarse es resultado de una elevada actividad solar que afecta al magnetismo terrestre, además de por los inhibidores colocados por el consorcio liderado por los japoneses.
-En la película, las sanguijuelas se aferran a la entrepierna de Peter. En la novela, se adhieren a las piernas de todos los expedicionarios.
-En la novela, los guías no quieren acercarse a las ruinas de Zinj, que conocen como el lugar de los huesos y deben ser sobornados para conseguir que continúen. En la novela, los guías no son supersticiosos.
-En la película, para llegar a las ruinas de Zinj hay que pasar un conducto sumergido. En la novela, los campamentos están entre las ruinas, en medio de la jungla.
-En la novela, las ruinas de Zinj se datan en el siglo XV. En la película, se remontan a tiempos del Rey Salomón y las paredes de sus edificios están cubiertas de jeroglíficos egipcios.
-En la novela, el ataque de los gorilas grises solamente ocurre por la noche y han desarrollado un lenguaje propio, que Amy es capaz de entender y traducir para Peter. En la película, también se producen ataques diurnos, y no se menciona su lenguaje.
-En la novela, el ayudante de Peter no forma parte de la expedición: se queda en Estados Unidos, analizando las imágenes de los gorilas grises y tratando de descifrar su lenguaje, a partir de las transmisiones que va recibiendo desde el Congo. En la película, acompaña a Peter y a Amy, muriendo por el ataque de uno de los goriles grises.
-En la novela, las chimeneas volcánicas donde se encuentran los diamantes azules están a las afueras de Zinj. En la película, están bajo la ciudad perdida.
-En la película, los gorilas grisas amontonan los cadáveres humanos en una geoda repleta de diamantes, en medio de Zinj. En la novela, los huesos están desperdigados a las afueras de la ciudad, para disuadir a los que se acerquen.
-En la película, el volcán Mukenko entra en erupción por causas naturales. En la novela es la doctora Ross la que, al detonar una serie de cargas explosivas en la chimenea volcánica a fin de liberar los diamantes, provoca la erupción.
-En la película, Amy se queda en la jungla. En la novela, regresa con Peter, si bien a través de futuros proyectos es aceptada por una familia de gorilas y, un año después, se le pierde la pista.

## Producción
La mayor parte de la producción cinematográfica fue rodada en Costa Rica, cerca de los volcanes Arenal e Irazú. Para crear a Amy en la película se creó a una gorila mecanizada. Más de setenta personas emplearon medio año de trabajo en configurarla. Estudiaron para ello los comportamientos de los simios y emplearon también modernas técnicas de animación.

## Estrenos
| País                                                                          | Fecha de estreno                 |
| ----------------------------------------------------------------------------- | -------------------------------- |
| Alemania                                                                      | Jueves 17 de agosto de 1995      |
| Argentina                                                                     | Jueves 10 de agosto de 1995      |
| Australia                                                                     | Jueves 6 de julio de 1995        |
| Austria                                                                       | Viernes 18 de agosto de 1995     |
| Bélgica                                                                       | Miércoles 9 de agosto de 1995    |
| Belice · Costa Rica · El Salvador · Guatemala · Honduras · Nicaragua · Panamá | Viernes 18 de agosto de 1995     |
| Brasil                                                                        | Viernes 4 de agosto de 1995      |
| Bulgaria                                                                      | Viernes 8 de septiembre de 1995  |
| Chile                                                                         | Jueves 31 de agosto de 1995      |
| Colombia                                                                      | Jueves 3 de agosto de 1995       |
| Corea del Sur                                                                 | Sábado 8 de julio de 1995        |
| Croacia                                                                       | Jueves 14 de septiembre de 1995  |
| Dinamarca                                                                     | Viernes 29 de septiembre de 1995 |
| Ecuador                                                                       | Viernes 1 de septiembre de 1995  |
| Egipto                                                                        | Lunes 4 de diciembre de 1995     |
| Eslovenia                                                                     | Jueves 21 de septiembre de 1995  |
| España                                                                        | Viernes 1 de septiembre de 1995  |
| Estados Unidos · Canadá                                                       | Viernes 9 de junio de 1995       |
| Filipinas                                                                     | Miércoles 9 de agosto de 1995    |
| Finlandia                                                                     | Viernes 25 de agosto de 1995     |
| Francia                                                                       | Miércoles 9 de agosto de 1995    |

| País                         | Fecha de estreno                 |
| ---------------------------- | -------------------------------- |
| Grecia                       | Viernes 6 de octubre de 1995     |
| Hong Kong                    | Jueves 6 de julio de 1995        |
| Hungría                      | Jueves 28 de septiembre de 1995  |
| India                        | Viernes 17 de noviembre de 1995  |
| Indonesia                    | Martes 22 de agosto de 1995      |
| Israel                       | Viernes 14 de julio de 1995      |
| Italia                       | Viernes 29 de septiembre de 1995 |
| Japón                        | Sábado 21 de octubre de 1995     |
| Líbano                       | Viernes 11 de agosto de 1995     |
| Malasia                      | Jueves 13 de julio de 1995       |
| México                       | Viernes 21 de julio de 1995      |
| Noruega                      | Viernes 15 de septiembre de 1995 |
| Nueva Zelanda                | Viernes 11 de agosto de 1995     |
| Países Bajos                 | Jueves 17 de agosto de 1995      |
| Perú                         | Viernes 25 de agosto de 1995     |
| Polonia                      | Viernes 18 de agosto de 1995     |
| Portugal                     | Viernes 1 de septiembre de 1995  |
| Reino Unido Irlanda          | Viernes 30 de junio de 1995      |
| República Checa · Eslovaquia | Jueves 7 de septiembre de 1995   |
| República Dominicana         | Jueves 10 de agosto de 1995      |
| Rumania                      | Viernes 22 de septiembre de 1995 |
| Singapur                     | Jueves 3 de agosto de 1995       |
| Sudáfrica                    | Viernes 15 de septiembre de 1995 |
| Suecia                       | Viernes 10 de noviembre de 1995  |
| Suiza                        | Viernes 18 de agosto de 1995     |
| Tailandia                    | Viernes 11 de agosto de 1995     |
| Taiwán                       | Sábado 12 de agosto de 1995      |
| Turquía                      | Viernes 25 de agosto de 1995     |
| Uruguay                      | Jueves 24 de agosto de 1995      |
| Venezuela                    | Miércoles 2 de agosto de 1995    |

## Recepción
La película fue un éxito de taquilla, sobre todo en Estados Unidos.
Las críticas al filme, en cambio, no fueron muy positivas y no llegan al aprobado, pese a haber recibido 11 nominaciones a los Saturn y compartir un guion muy bien valorado por la crítica especializada, el de la novela original de Crichton. Así mismo, la película recibió 7 Razzies.
En FilmAffinity tiene una valoración de 4,2/10 sobre 9.563 votos y 18 críticas; en IMDb una cifra similar con 4,8/10. En RottenTomattoes solo tiene un 21% de la crítica total (8% de la especializada) y un 34% de audiencia. En Metacritic un 22% y 5,9/10 de los usuarios.
El New Yorker la calificó como un intento desastroso de Marshall de adaptar el guion de Crichton, por otra parte de dudosa popularidad según el autor.

The director, Frank Marshall, who has produced films for Steven Spielberg, gets his own Michael Crichton book to play with—and the results are disastrous.
Diones, 1995

## Premios y nominaciones
La película tiene en su haber 2 premios (Jerry Goldsmith y Ernie Hudson) y ha recibido 11 nominaciones en otros certámenes.

#### Ganados (2)
Premios BMI Film & TV:
- Premio BMI Film Music (Jerry Goldsmith)

Sci-Fi Universe Magazine, USA:
- Mejor actor de reparto en películas de cine (Ernie Hudson)

#### Nominaciones (11)
Academy of Science Fiction, Fantasy & Horror Films, USA
- Mejor director (Frank Marshall)
- Mejor película de ciencia ficción (Paramount Pictures)
- Mejores efectos especiales (Scott Farrar, Stan Winston, Michael Lantieri, habituales miembros del equipo de efectos especiales con Frank Marshall, véase Parque Jurásico)

Kids' Choice Awards
- Estrella animal favorita («Amy, la gorila»)

Razzie Awards
- Peor director (Frank Marshall)
- Peor nueva estrella («Amy, la gorila parlante»)
- Peor canción original (Jerry Goldsmith, Lebo M. - "(Feel The) Spirit of Africa")
- Peor película (Kathleen Kennedy, Sam Mercer)
- Peor guion (John Patrick Shanley)
- Peor actor de reparto (Tim Curry)
- Peor actriz de reparto («Amy, la gorila parlante»)

### Webs especializadas
1. ↑  FilmAffinity. «Congo (1995) - FilmAffinity». FilmAffinity. filmaffinity.com. Consultado el 4 de noviembre de 2012.
2. ↑  Metacritic. «Congo Reviews, Ratings, Credits, and More - Metacritic». Metacritic (en inglés). Consultado el 4 de noviembre de 2012.
3. ↑  RottenTomatoes. «Congo - RottenTomatoes» (en inglés). Consultado el 4 de noviembre de 2012.
4. ↑  IMDb. «Congo (1995) - IMDb» (en inglés). Consultado el 4 de noviembre de 2012.